# Jean-René Bernaudeau

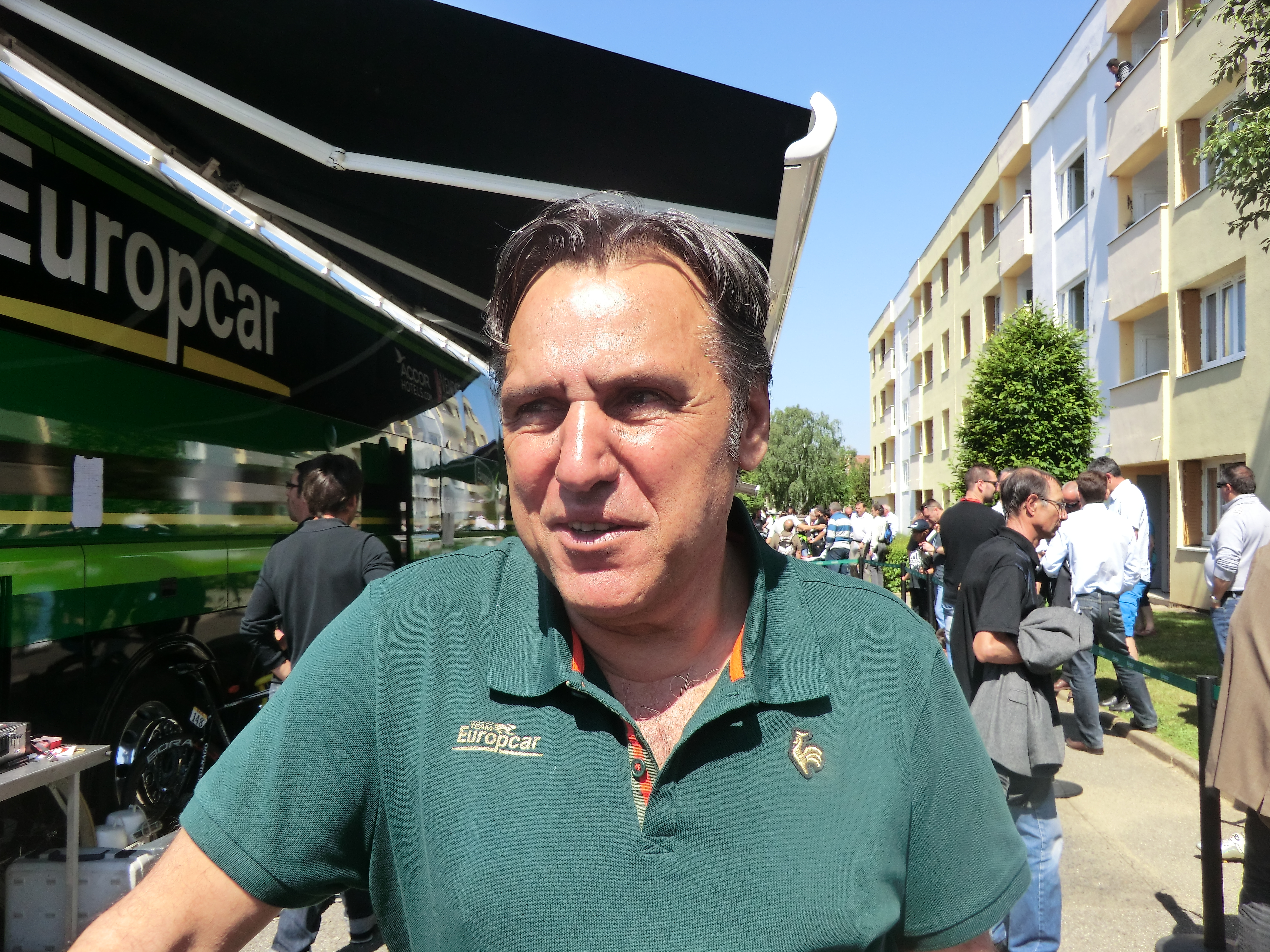
Jean-René Bernaudeau (2013)

Jean-René Bernaudeau (* 8. Juli 1956 in Saint-Maurice-le-Girard, Département Vendée) ist ein ehemaliger französischer Radrennfahrer und späterer Teammanager.

## Werdegang
Bernaudeau startete 1976 für Frankreich beim Straßenrennen der Olympischen Sommerspiele in Montreal und kam im olympischen Straßenrennen auf Platz sieben ein. Ein Jahr später fuhr er die Internationale Friedensfahrt und wurde 24. des Gesamtklassements. Jean-René Bernaudeau gab sein Profidebüt im Jahr 1978 beim französischen Radsportteam Renault-Gitane. In seinem ersten Profijahr wurde er Dritter der Vuelta a España 1978. An der darauffolgenden Tour de France 1978 nahm er als Helfer des späteren Siegers Bernard Hinault teil und trat nach der siebzehnten Etappe nicht mehr an. 
Bei der Tour de France 1979 unterstützte er wiederum den Sieger Hinault und eroberte auf der zweiten Etappe für einen Tag das Gelbe Trikot. Er wurde Gesamtfünfter und gewann die Nachwuchswertung. Im selben Jahr wurde er im niederländischen Valkenburg Dritter der Straßenweltmeisterschaften.
Auch in den nächsten Jahren blieb er erfolgreich und gewann insbesondere 1981 bis 1984 viermal in Folge das französische Etappenrennen Grand Prix Midi Libre.
Im Jahr 1982 lehnte es Bernaudeau mit vier weiteren Fahrern ab, sich einer Dopingkontrolle nach einem Kriterium in Callac zu stellen. Er führte später aus, dass solche Kontrollen bei Kriterien ein Eingriff in das Recht auf Arbeit seien.
Bernaudeau beendete seine Karriere als Aktiver nach der Saison 1988. 
1991 gründete er die Clubmannschaft Vendée U, aus der sich im Jahr 2000 das von Bernaudeaus Unternehmen SA Vendée Cyclisme betriebene Team Bonjour bildete, welche seitdem unter verschiedenen Namen an internationalen Straßenradrennen teilnimmt.

## Familie
Bernaudeaus Sohn Giovanni war ebenfalls Radprofi.

## Erfolge
1978
- Französische Profi-Straßenmeisterschaft

1979
- Nachwuchswertung Tour de France
- eine Etappe Tour du Limousin
- Straßenweltmeisterschaft der Profis
- Paris–Bourges

1980
- eine Etappe Giro d’Italia
- Gesamtwertung, Prolog und eine Etappe Grand Prix Midi Libre
- Tour de Vendée

1981
- Gesamtwertung und eine Etappe Grand Prix Midi Libre
- Tour du Tarn
- Grand Prix Monaco

1982
- eine Etappe Tour de Romandie
- Gesamtwertung Grand Prix Midi Libre
- Tour de Lorraine

1983
- Gesamtwertung und eine Etappe Grand Prix Midi Libre
- Französische Profi-Straßenmeisterschaft

1985
- eine Etappe Critérium du Dauphiné Libéré

1986
- Polynormande

## Grand-Tour-Platzierungen
| Grand Tour            | 1978 | 1979 | 1980 | 1981 | 1982 | 1983 | 1984 | 1985 | 1986 | 1987 |
| --------------------- | ---- | ---- | ---- | ---- | ---- | ---- | ---- | ---- | ---- | ---- |
| Vuelta a EspañaVuelta | 3    | –    | –    | –    | –    | –    | –    | –    | –    | –    |
| Giro d’ItaliaGiro     | –    | –    | 12   | –    | –    | 12   | –    | –    | 50   | –    |
| Tour de FranceTour    | DNF  | 5    | DNF  | 6    | 13   | 6    | DNF  | DNF  | 26   | 17   |

## Teams
- 1978–1980: Renault-Gitane
- 1981–1982: Peugeot
- 1983: Wolber-Spidel
- 1984: Système U
- 1985–1988: Fagor